# Sparta (Texas)
Pour les articles homonymes, voir Sparta.
Sparta est une ancienne communauté, qui était située à proximité du cours d'eau Cowhouse Creek (en), au nord-ouest de Belton et du comté de Bell, au Texas central, aux États-Unis. Elle est cofondée par George Wash Walton, un chercheur d'or, qui s'installe dans la région durant les années 1800. Un bureau postal y a existé de 1873 à 1920 et l'école comptait 52 élèves et un enseignant, en 1903. Le site est englouti par la construction d'un barrage sur la rivière Leon (en) afin de retenir le lac Belton (en), dans les années 1950.